# Radu Filipescu
Radu Filipescu (n. 26 decembrie 1955, Târgu Mureș) este un fost disident anticomunist din România.
Este fiul medicului Zorel Filipescu și al Carmelitei Filipescu. Radu Filipescu este căsătorit din 1988 cu Daniela Filipescu, medic anestezist, șef de unitate pentru terapie intensivă ATI2 la Spitalul C. C. Iliescu din București. Daniela Filipescu a fost presedinte al Asociatiei Europene de Anesteziologie ( ESA Arhivat în 25 februarie 2016, la Wayback Machine.) in anii 2014- 2015.  Împreună au un fiu, Radu Zorel Filipescu, născut la 2 februarie 1998. Fratele său mai mare este medicul Doru Filipescu, chirurg ortoped la Spitalul Sf. Ioan din București.
Radu Filipescu a fost în perioada 1983-1989, epoca Ceaușescu, disident, opozant  față de regimul dictatorial communist participând și organizând numeroase acțiuni de protest. În perioada 1983-1986 a fost deținut politic, fiind închis în închisoare pentru “propagandă împotriva orânduirii socialiste", conf. art. 166 al. 2 Cod penal. 
Radu Filipescu este, din partea mamei, nepotul lui Victor Groza, frate al lui Petru Groza, lider comunist.

## Studii și activitate profesională înainte de 1989
Radu Filipescu a absolvit în 1979 cursurile Facultății de Electronică și Telecomunicații din cadrul Institutului Politehnic București, apoi a lucrat la fosta întreprindere Automatică București până în anul 1983 și la IEMI București, la secția AMC din 1986 până în 1991.

## Activitatea civică înainte de 1989
În anul 1982 Radu Filipescu s-a hotărât să organizeze demonstrații împotriva regimului comunist, pentru ca populația nemulțumită să poată schimba conducerea Ceaușescu. În acest scop, în perioada: decembrie 1982 - mai 1983, a confecționat și răspândit manifeste prin care chema lumea la demonstrații în Piața Palatului din Bucuresti. Radu Filipescu afirmă că a răspândit 10.000 de manifeste într-o singură noapte. Exista un comentariu care considera că un simplu calcul matematic demonstrează că acest lucru este imposibil. Comentariul este o speculatie răuvoitoare deoarece, după cum apare detaliată acțiunea în cartea "Radu Filipescu. Jogging cu Securitatea", Radu Filipescu a răspândit aceste manifeste împreună cu un foarte bun prieten, Negru Radu Eugen, într-o noapte plină de peripeții în blocuri din mai multe cartiere din București, manifestele fiind puse în teancuri de 20,30 de bucăți în cutiile poștale. La 7 mai 1983 a fost arestat de autoritățile vremii și apoi condamnat la 10 ani de închisoare.  Fapta sa a fost încadrată la infracțiunea de propagandă împotriva orânduirii socialiste, conform art. 166 alin. (2) Cod penal. Pe timpul în care a fost închis, a fost nominalizat, în decembrie 1984 ca "prizonier al lunii" de către organizația Amnesty International. La 18 aprilie 1986 a fost eliberat, ca urmare a eforturilor acestei organizații, a altor organizații neguvernamentale din străinătate, cum era Liga pentru Drepturile Omului din Franța (La Ligue des Droits de l’Homme), Internationale Gesellschaft für Menschenrechte (IGFM) din Germania, "Le Pave" din Elveția  precum și ale familiei și a politicienilor din țările occidentale și din Statele Unite ale Americii. Cei aproape trei ani de detenție au fost petrecuți în închisorile din Rahova, Jilava și Aiud. 
Dumitru Iuga, disident și el în aceeași perioadă, a afirmat bazându-se pe propria logică, că eliberarea lui Radu Filipescu în anul 1986 nu ar fi fost posibilă decât daca  Securitatea l-ar fi luat sub control. Aceasta este o speculație infirmată de acțiunile și activitatea ulterioară a lui Radu Filipescu și a tatălui sau, doctorul Zorel Filipescu. Doctorul Zorel Filipescu a fost pensionat forțat în august 1986 din funcția de șef de secție Anestezie Terapie Intensivă a Spitalului de Urgență Floreasca din București, deși doctorul Zorel Filipescu avea dreptul să mai lucreze, era Președinte al Societății de Anestezie și Terapie Intensivă din România și Vice-Președinte al Federației Mondiale a Societăților de Anesteziologie. 
După eliberarea din aprilie 1986, Radu Filipescu, tatăl său Zorel Filipescu, mama sa Carmelita Filipescu au susținut eliberarea celorlalți detinuți politici rămași la închisoarea de la Aiud transmițând date despre ei către organizațiile pentru apărarea drepturilor omului din occident. Informațiile cele mai multe le-au tramsmis cu ajutorul doamnei Elisabeth Ernst (Liza) cetățean german, colaborator al organizației Amnesty International. 
Erau închisi la Aiud, Rahova și Jilava, în aceea perioadă, în jur de 30 de detinuți politici dintre care: Ion Bugan (condamnat la 10 ani închisoare ), Nastasescu Gheorghe (10 ani), Lițoiu Nicolae (15 ani), Dumitru Iuga (10 ani ), Manu Gheorghe (8 ani), Ilie Ion (6 ani), Costică Purcaru (7 ani ), Barabas Francisc (7 ani), Barabas Janos (6 ani), Borbely Erno (6 ani), Olteanu Carol (8 ani), Vlăsceanu Florin (6 ani), Totu Victor (7 ani), Gheorghe Magureanu (6 ani ), Gherghina Gheorghe (7 ani ), Ionel Nicolae ( 7 ani ), Iancu Marin (8 ani ). În timpul detenției, a stat în celulă și cu Dragoș Oloieru,  decedat în celulă în 1987, și cu Arpad Viski, decedat în condiții suspecte după eliberare în 1986.       
În anul 1987, după ce a încercat o acțiune de organizare a unui Referendum privindu-l pe Nicolae Ceaușescu, perfect legală, Radu Filipescu a fost din nou arestat, pe 12 decembrie. A fost  anchetat violent dar,  ca urmare a  unei discuții la telefon a doctorului Filipescu cu Mihnea Berindei, neîntrerupte la timp de Securitate, a urmat o reacție de susținere foarte rapidă și puternică din partea organizațiilor pentru apărarea drepturilor omului, a posturilor de radio Europa Liberă, RFI, BBC, Deutche Welle. Astfel, Radu Filipescu a fost eliberat a 2-a oară, pe 22 decembrie 1987. 
În luna mai 1988 a încercat înființarea, împreună cu alți foști deținuți politici, Gheorghe Nastasescu, Filip Iulius, Iancu Marin, Carol Olteanu, Costica Purcaru, Totu Victor a sindicatului "Libertatea", dar, din cauza presiunilor Securității, demersul nu a reușit să se extindă în rândul populației.
În martie 1989, după arestarea ziariștilor de la cotidianul ' România Liberă " Petre Mihai Bacanu, Anton Uncu, Mihai Creanga și a linotipistului Alexandru Chivoiu, doctorul Zorel Filipescu a reușit să ia legătura cu familile lor, sa adune mai multe detalii despre  arestare și să transmită în occident informații despre starea lor, printre care și o scrisoare pentru susținerea lor către Amnesty International și către Asociația Internațională a Ziariștilor,  semnată - Un grup de Ziariști Români.    
Ultima arestare a lui Radu Filipescu, a 3-a  a urmat în dimineața zilei de 22 decembrie 1989, după ce a participat împreună cu familia la demonstrațiile din 21 decembrie. A fost eliberat după câteva ore, după plecarea lui Nicolae Ceaușescu din București cu elicopterul.

## Activitatea civică după 1989
După evenimentele din 1989, Radu Filipescu a fost membru fondator al Grupului pentru Dialog Social, ales președinte al acestuia (din 1998), membru fondator al APADOR-CH, fondator și președinte al Asociației Revoluționarilor fără Privilegii.

## Testerul „Papagal”
Nemulțumit de soluțiile existente pentru  dispozitivele de test în măsurările electrice și electronice,  a adus îmbunătățiri successive unor testere și cleme de agățare, care au dus  la o soluție nouă dar foarte simplă: Testerul cleme „Papagal”. Invenția a fost brevetată în România la OSIM cu nr. 462 din 28.06.91 cu titlul „Sonda pentru măsurări și conectări electrice și electronice”, și internațional, prin Patent Convention Treaty (PCT) cu nr. PCT/RO 91/00003, în Europa prin patentul: 0563234, în SUA prin patentul US no. 5457392. Invenția,  premiată cu „Medalia de Aur” la Expoziția Mondială pentru Invenții Eureka 1991, Bruxelles, are ca noutate un vârf metalic direct conectat la cablul de măsură.  Prin vârful în formă de țeavă trece un cârlig metalic pentru agățare, care asigură totodată accesibilitate în locuri înguste, contact metalic dublu cu rezistență electrică mică și izolare față de utilizator foarte mare, în comparație cu clema concurentă dar încă mult mai cunoscută, „Crocodil”.
Radu Filipescu este autor al încă câtorva invenții brevetate și aflate în producție la firma Parrot Invent SRL.

## Activitate comercială
În 1992 Radu Filipescu înființează ca asociat unic firma Parrot Invent SRL, care a dezvoltat mai multe produse noi bazate pe invenții. Testerul Papagal (Parrot Clip) pentru aparate de măsură electrice  este comercializat de firme din Australia, Statele Unite și Europa. Parrot Invent SRL produce și aparatul pentru derulat și tăiat folia „Cutcut", pentru care Radu Filipescu a primit Medalia de Aur la Salonul Mondial al Invențiilor de la Geneva în anul 2014.

## Cărți
Radu Filipescu este subiectul cărții „Es gibt Dinge, die muss man einfach tun - Der Widerstand des jungen Radu Filipescu” a autoarei germane Herma Kennel, carte publicată de editura Herder, Freiburg, Germania în septembrie 1995. Autoarea a locuit în București între anii 1979-1983 ca soție a unui diplomat vest-german, iar între 1990 și 1995 a revenit de multe ori pentru documentare. Cartea a fost tradusă din limba germană în limba română și publicată sub numele „Radu Filipescu. Jogging cu Securitatea” la editura Universal Dalsi, București 1998. Cartea a fost republicată în anul 2009 la editura Polirom. În prefața cărții, poeta Ana Blandiana, care a ținut legătura cu familia Filipescu și înainte de decembrie 1989, scrie, „Dragă ctitiorule, povestea pe care o s-o citești cu uimire este în multe privințe un basm. Și asta nu pentru că nu ar fi conformă realității, ci pentru că realitatea pe care o povestește cu simplitate este una fantastică ... ”

## Distincții
- Ordinul național „Steaua României” în grad de Cavaler (1 decembrie 2000) „pentru realizări artistice remarcabile și pentru promovarea culturii, de Ziua Națională a României”[4]